# Cascine San Pietro
Cascine San Pietro (Cassìnn San Péder in dialetto milanese) è una frazione di Cassano d'Adda, comune della provincia di Milano, di 1100 abitanti.

## Geografia fisica

### Territorio
La frazione è separata dal centro amministrativo da due corsi d'acqua: il fiume Adda ed il canale Muzza e si trova ad un'altitudine di 115 m s.l.m. nella parte superiore della Val Padana. Si tratta dell'unico territorio amministrativamente milanese al di là dell'Adda, e quindi sul lato bergamasco sul piano strettamente geografico.

#### Lago Gerundo
Il territorio sulla sinistra idrografica del Po, era costituito da una vasta formazione paludosa, sopravvissuta fino a circa 2.000 anni or sono. Tale palude, alimentata dai fiumi Adda, Serio e Oglio, per l'enorme quantità di acqua presente sul terreno, prese il nome di Lago Gerundo e si estendeva sul territorio bergamasco, cremonese e lodigiano. I sondaggi eseguiti dalla Agip Mineraria, con carotaggi scesi fino ad una profondità di 70–80 m, hanno rivelato l'esistenza di una successione di depositi alluvionali stratificati, costituiti da sedimento paludoso molle con residui fossili.
Successivamente grazie anche all'intervento dell'uomo, il lago si prosciugò, lasciando nel suo letto banchi di ghiaia e sabbia che alimentano le numerose cave oggi presenti nella zona. A differenza dei paesi circostanti, Cascine San Pietro non è sorta sulle sponde del preistorico lago, bensì sul suo fondo.

#### Confini amministrativi
I confini amministrativi sono segnati a nord dalla linea ferroviaria Milano-Venezia, ad est dall'estrema campagna bergamasca, ad ovest dall'Adda, nel tratto dove il fiume lascia la provincia di Milano per immettersi in quella di Cremona, mentre il limite sud è determinato da una strada: oltre questa sorge un gruppo di case che, pur essendo geograficamente e socialmente parte della frazione, ricadono amministrativamente nel comune di Casirate d'Adda in provincia di Bergamo.

## Storia
La frazione ha avuto nel corso dei secoli diverse denominazioni: "Bergias", poi "Cascine Franche", infine "Cascine San Pietro". Si formò probabilmente attorno ad una "corte", centro economico e di difesa di un piccolo territorio, e crebbe all'ombra della chiesa di San Pietro apostolo, sino a raggiungere autonomia comunale e religiosa.
Tombe romane vi furono rinvenute alla fine del XIX secolo e ancora nel 1976 presso la "Cascina Porra", ma i primi documenti ufficiali che attestano la presenza di un abitato risalgono al maggio 774: si tratta del testamento di Taido, figlio di un nobile cittadino bergamasco di nome Teodorolfo, nel quale viene stabilito che "la chiesa del Beatissimo Martire e Apostolo di Cristo, San Pietro in Bergias, abbia la mia parte della domusculta" di sua proprietà e collocata "in Bergias et Blancanuca, fra il Pasco Bergario e il fiume Terriola".
Nel 960 Bergias era in possesso del conte di Lecco che la cedette al vescovo di Cremona ("Codex diplomaticus cremonensis"). Dal testamento di un certo Guarenzo del 1152 risulta che la chiesa di Bergias avesse una rendita di due moggia di segale annuali, mentre l'abitato dipendeva dal castello di Cassano (Giulini).
Nel 1323 si ha notizia che per passare il ponte sull'Adda era necessario pagare la tassa del "telonio". Il nome era mutato da Bergias, a "Cascine Franche", in quanto l'abitato sembra fosse esente dal pagamento del pedaggio per il porto ed i ponti di Cassano.
Più tardi Cascina Franca veniva annoverata tra i beni del duca di Milano Giovanni Maria Visconti, che nell'anno 1411 vendette tutto il territorio agricolo al di là dell'Adda. Nella vendita delle Cascine Franche erano compresi i diritti del porto e le esenzioni. Il toponimo di Cascina Franca comprende oltre all'attuale frazione di Cascine San Pietro "la Lega", "la Porra", "la Brùsada", e "la Gabanna". Nel 1504 Cascina Franca con una superficie di 200 pertiche era stata affittata ad un certo Antonio Levato.
Tra il 1539 e il 1583 Pagano d'Adda e poi Erasmo d'Adda acquistarono man mano tutte le proprietà terriere oltre l'Adda, ereditando inoltre le esenzioni già godute dai precedenti proprietari. La famiglia D'Adda aspirava a costituire un comune amministrativamente indipendente da Cassano d'Adda: di qui i continui tentativi della comunità di Cassano di far revocare le esenzioni, fino ad ottenere il provvedimento nel 1640. Nel 1558 il marchese Rinaldo d'Adda denunciava la proprietà di 11.900 pertiche tutte nel territorio di Cascine San Pietro, che nell'anno 1599 risultava contare 100 abitanti. Tra il 1600 e il 1647 le proprietà della famiglia D'Adda comprendevano anche le cascine Lega, Porra, Brusada, Gabana, Taranta, Cantarana e Cornella. Nel 1615 su una preesistente antica cappella in demolizione i D'Adda fecero costruire una chiesa di 19 m di lunghezza con annessa sagrestia e casa per il cappellano; venne quindi richiesta la costituzione della parrocchia autonoma. Nel 1645 l'abitato contava 250 abitanti.
Nel 1705 presso Cascina San Pietro si svolsero combattimenti tra tedeschi e francesi. La famiglia D'Adda ottenne nel 1708 la formazione di un comune separato da Cassano con la denominazione di "Comune di Cascine San Pietro" e nell'anno 1758 il marchese Febo d'Adda richiedeva la separazione del nuovo comune da Cassano. Nel 1786, quando la comunità contava 385 abitanti, a seguito della riforma amministrativa voluta da Giuseppe II entrò a far parte della provincia di Lodi, per poi passare sotto quella di Milano già nel 1791.
Il 25 aprile del 1799 tutto il territorio venne invaso dai picchetti avanzati dell'armata austro-russa guidata da Suvorov contro i francesi che occupavano Cassano. Nel 1809, in occasione del riassetto amministrativo voluto dal governo di Napoleone, il comune di Cascine San Pietro coi suoi 420 abitanti venne fuso con quello di Cassano. Il municipio fu poi restaurato dagli austriaci al loro ritorno nel 1816, ma fu lo stesso governo viennese ad accorgersi, col passare degli anni, di aver ecceduto con la propria politica reazionaria, e fu così che il 17 gennaio 1841 venne ordinata la definitiva fusione dei due comuni.
Agli inizi del XX secolo il possesso delle terre fu trasferito ai Borromeo, ai quali si deve la costruzione dei cascinali di Belvignate e di Lina. Ai Borromeo seguì la famiglia Bagatti-Valsecchi, che vendette ai contadini la proprietà finora rimasta indivisa. La stessa famiglia nel 1955 donò alla curia vescovile di Cremona la casa con orto per la residenza del sacerdote: anche in questo caso si manifesta il disimpegno delle antiche famiglie padronali nel mantenimento di un cappellano. Dalla fine degli anni 1950 i cascinali si svuotarono: la popolazione da contadina si faceva operaia, e l'immigrazione fondeva diverse culture. Nel 1981 venne istituita la parrocchia di Cascine San Pietro, che incluse anche le famiglie residenti nelle case situate in territorio bergamasco.
Oggi la frazione è formata da un centro storico di cascine mescolate a villette moderne, da diversi condomini e da cascinali sparsi a raggio nella campagna. L'abitato è autonomo per i servizi sociali, scolastici e religiosi. La parlata presenta caratteristiche proprie che si diversificano negli accenti ed anche in certi vocaboli da quella cassanese, risentendo maggiormente di influenze bergamasche più che milanesi. Nei primi mesi del 2011, in seguito ai lavori di insediamento della nuova autostrada "BreBeMi", vengono portate alla luce alcune tombe a tettuccio longobarde del VI secolo, di povera fattura, costruite con materiali di risulta e contenenti resti umani.